# Daniel Boucher
Daniel Boucher (ur. 7 października 1971 w Montrealu) – kanadyjski piosenkarz, autor, kompozytor i interpretator.
Ma dwie siostry i brata – cała trójka jest od niego młodsza. Kiedy Daniel miał 12 lat, jego rodzice rozstali się, a 4 lata później jego ojciec zginął w wypadku. Daniel rozpoczął studia na uczelni Genie Civil, jednak opuścił ją po piątym semestrze. Później otrzymał dyplom ukończenia studiów na kierunku gitary jazzowej.
Mimo swego młodego wieku, Boucher ma wiele lat doświadczenia. Swoją karierę rozpoczynał w zespole Louise et Les Gentils Messieurs, z którym grał w latach 1992-1993. Wygrał razem z nim konkurs Cegep Rock. Następnego dnia po wygranej, Daniel opuścił formację, na rzecz kariery solowej. W 1997 roku odniósł duży sukces na festiwalu piosenki Petite – Vallee. Jest laureatem w kategoriach: autor, kompozytor, interpretator i chanson primee. Otrzymał także nagrodę publiczności oraz nagrodę Guitare Griffe. Po tym konkursie porównywano go do Roberta Charlebois'a.
W 1999 roku Boucher wydał swoją pierwszą płytę Dix mille matins. Album ten, zrealizowany przez Marca Perusse, zawiera 11 piosenek, które opowiadają o dążeniu człowieka do szczęścia. Odtąd jego popularność zaczęła rosnąć, a na jego występy jest zapotrzebowanie w całym Quebecu.
Na gali ADISQ w 2000 roku Boucher otrzymał nagrodę Felixa w kategorii odkrycie roku, a także był nominowany w kategoriach: najlepszy wykonawca (pokonał go Bruno Pelletier) i najlepsze widowisko. Wygrał też w głosowaniu publiczności. Rok później otrzymał nagrodę za najlepszą piosenkę (wygrywając z Garou). W tym i następnym roku znowu był nominowany jako najlepszy wykonawca (jednak za każdym razem wygrywał Garou). W 2002 był także nominowany do najlepszej piosenki. Po roku przerwy, w 2004, ponownie był nominowany jako najlepszy wykonawca oraz za najlepszą piosenkę.

## Dyskografia
- 1999: Dix mille matins
- 2004: La Patente
- 2007: La Patente / Live
- 2007: Chansonnier / Live
- 2008: Le soleil est sorti